# VH1 Storytellers (David Bowie)
VH1 Storytellers is een livealbum van de Britse muzikant David Bowie, uitgebracht in 2009. Het album bevat een optreden dat Bowie gaf in het kader van het VH1-programma Storytellers op 23 augustus 1999. De setlist bestaat uit nummers uit Bowie's gehele carrière tot op dat moment, van het midden van de jaren '60 tot zijn destijds nieuwe album 'hours...'. Het album bevat zowel een cd als een dvd.

## Tracklist
- Alle nummers geschreven door Bowie, tenzij anders genoteerd.

Cd en dvd
1. "Life on Mars?" (ingekort) – 4:22
2. "Rebel Rebel" (ingekort) – 3:15
3. "Thursday's Child" (Bowie/Reeves Gabrels) – 6:43
4. "Can't Help Thinking About Me" – 6:31
5. "China Girl" (Bowie/Iggy Pop) – 6:48
6. "Seven" (Bowie/Gabrels) – 5:01
7. "Drive-In Saturday" – 5:22
8. "Word on a Wing" – 6:35

Bonustracks op iTunes- en dvd-uitgaven
1. "Survive" (Bowie/Gabrels)
2. "I Can't Read" (Bowie/Gabrels)
3. "Always Crashing in the Same Car"
4. "If I'm Dreaming My Life" (Bowie/Gabrels)

## Musici
- David Bowie: zang, gitaar
- Reeves Gabrels: gitaar
- Mark Plati: gitaar
- Gail Ann Dorsey: basgitaar, zang
- Mike Garson: piano
- Sterling Campbell: drums, percussie
- Holly Palmer en Lani Groves: achtergrondzang